# Сліпа кишка людини
Сліпа́ ки́шка (лат. Caecus — сліпий) — перша ділянка товстої кишки від її початку до місця впадіння в неї тонкої кишки; має вигляд мішка з вертикальним розміром близько 6 см і поперечним — 7-7,5 см.

## Загальні відомості та будова
Сліпа кишка являє собою мішок завдовжки 3-8 см, розташований у правій здухвинній ділянці, нижче місця переходу тонкої кишки в товсту. Від неї відходить червоподібний відросток (апендикс). У місці з'єднання тонкої і товстої кишки є ілеоцекальний клапан, перешкоджає зворотному відтоку харчових мас з товстої кишки в тонку. На межі сліпої і ободової кишок розташований сфінктер Бузі.
Сліпа кишка найчастіше оточена очеревиною з усіх боків і розташована внутрішньочеревно, але може лежати і мезоперітонеально, тобто бути покритою очеревиною з трьох сторін. Від заднемедіальної її стінки, на 0,5-5 см нижче ілеоцекального кута, утвореного впаданням клубової кишки в сліпу, відходить червоподібний відросток (апендикс). Він являє собою вузьку трубку діаметром 3-4 мм, довжиною від 2,5 до 15 см. Просвіт червоподібного відростка сполучається з просвітом сліпої кишки. Відросток має власну брижу, mesoappendix, що з'єднує його зі стінкою сліпої кишки і кінцевим (термінальним) відділом клубової. Зазвичай червоподібний відросток лежить в правій здухвинній ямці; вільний кінець його звернений вниз і в медіальну сторону, досягає прикордонної лінії (linea terminalis) і іноді спускається в малий таз. Однак це положення не постійне для всіх людей: червоподібний відросток може бути розташований, наприклад, позаду сліпої кишки, будучи покритий і фіксований до неї очеревиною, або при мезоперітонеальному її положенні лежати навіть внечервенно.